# Seznam vrcholů v Oravských Beskydech

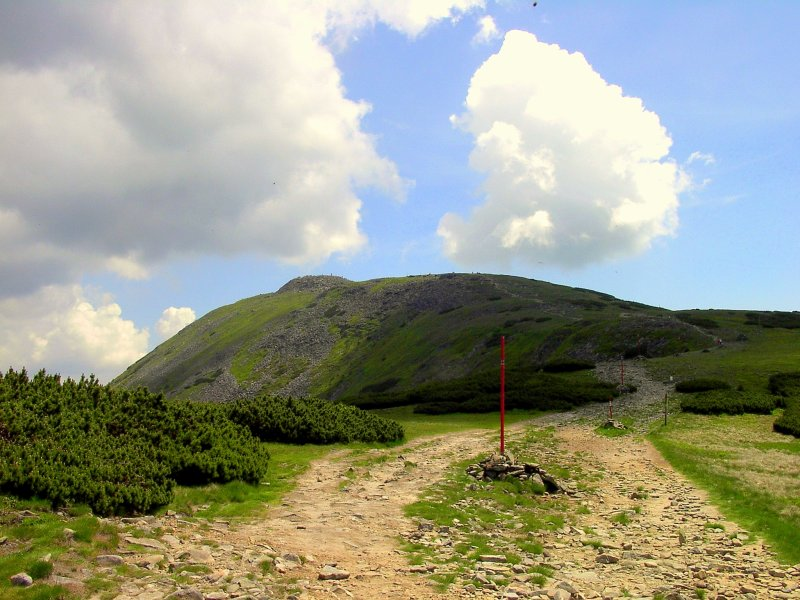
Babia hora (1725 m)

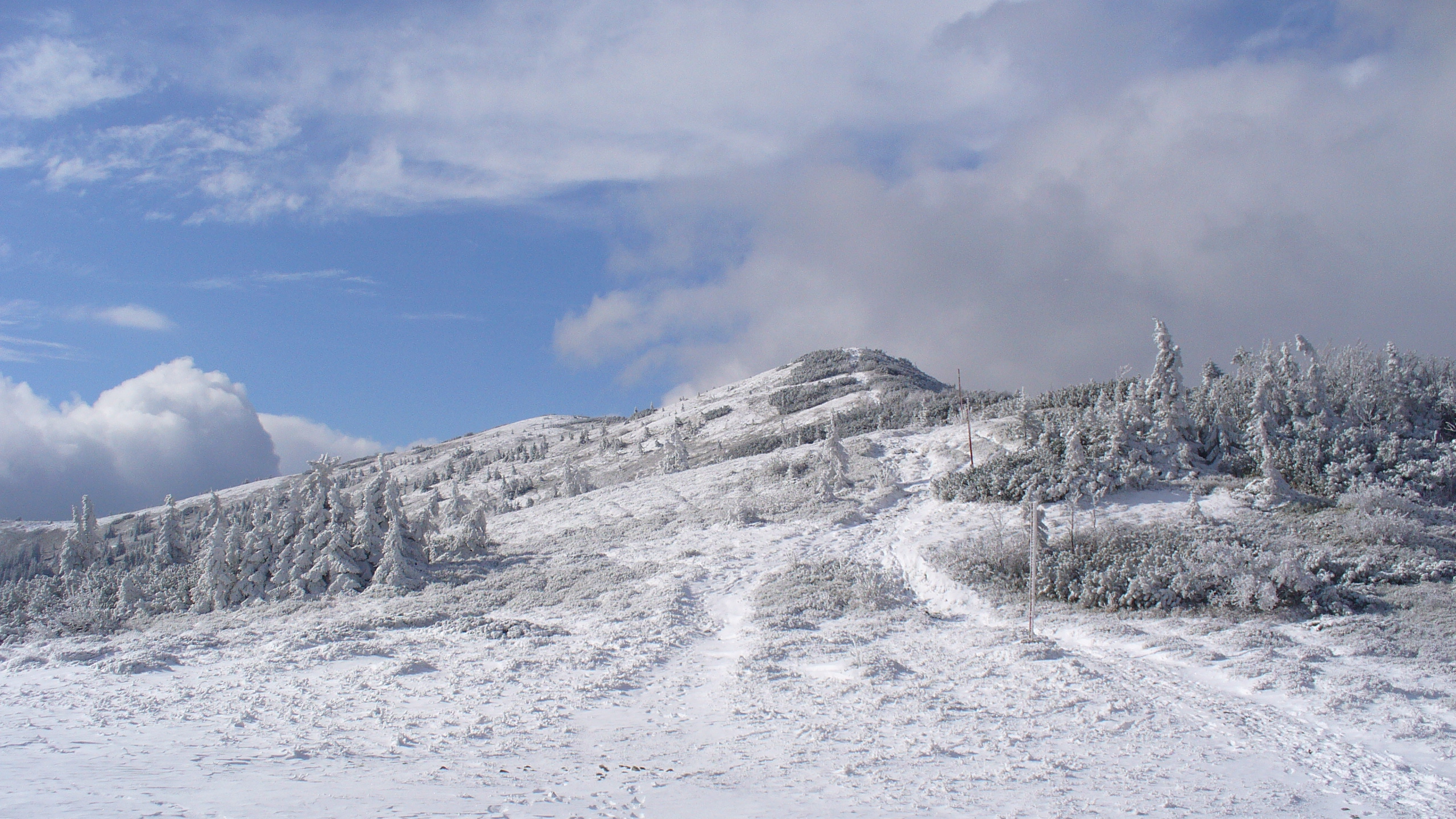
Malá Babia hora (1517 m)

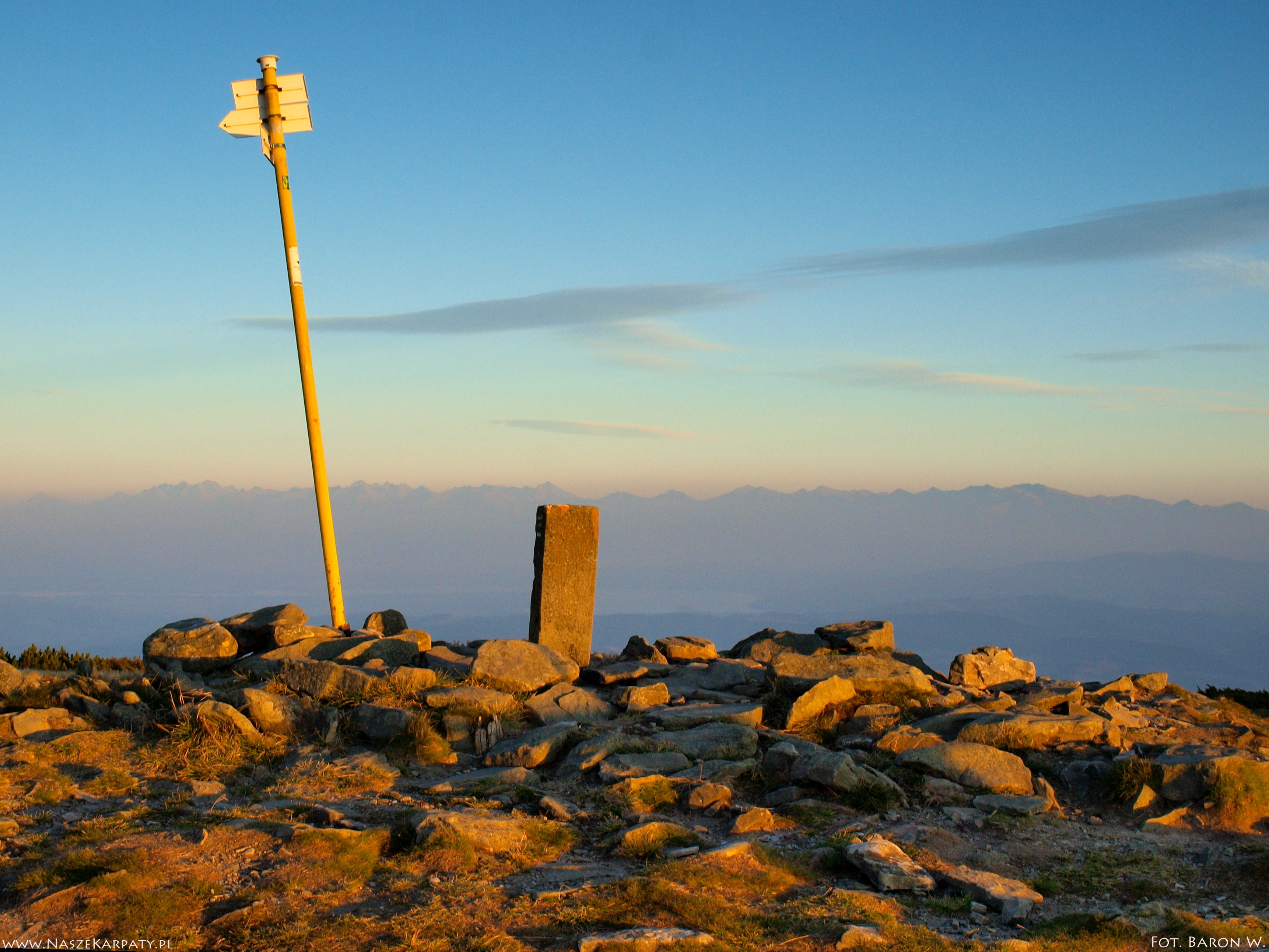
Pilsko (1557 m)

Seznam vrcholů v Oravských Beskydech zahrnuje pojmenované vrcholy s nadmořskou výškou nad 1000 m. K sestavení seznamu bylo použito map dostupných na stránkách hiking.sk.

## Seznam vrcholů
| #   | Vrchol          | Výška (m) | Souřadnice                       | Přístup                                                                                                  |
| --- | --------------- | --------- | -------------------------------- | --- |
| 1.  | Babia hora      | 1723      | 49°34′24″ s. š., 19°31′46″ v. d. | červená turistická značka · zelená turistická značka · žlutá turistická značka                           |
| 2.  | Pilsko          | 1557      | 49°31′38″ s. š., 19°19′06″ v. d. | modrá turistická značka · zelená turistická značka · žlutá turistická značka · PLčerná turistická značka |
| 3.  | Malá Babia hora | 1517      | 49°34′52″ s. š., 19°29′59″ v. d. | červená turistická značka · modrá turistická značka · zelená turistická značka                           |
| 4.  | Munczolik       | 1356      | 49°32′01″ s. š., 19°17′49″ v. d. | červená turistická značka · modrá turistická značka                                                      |
| 5.  | Polanica        | 1339      | 49°32′07″ s. š., 19°16′53″ v. d. | červená turistická značka · modrá turistická značka                                                      |
| 6.  | Minčol          | 1273      | 49°30′59″ s. š., 19°17′13″ v. d. | neznačeno                                                                                                |
| 7.  | Bukovský Grúň   | 1230      | 49°33′52″ s. š., 19°29′40″ v. d. | neznačeno                                                                                                |
| 8.  | Trzy Kopce      | 1216      | 49°31′53″ s. š., 19°15′38″ v. d. | červená turistická značka · žlutá turistická značka                                                      |
| 9.  | Beskydok        | 1169      | 49°36′45″ s. š., 19°27′37″ v. d. | červená turistická značka · modrá turistická značka · zelená turistická značka                           |
| 10. | Úšust           | 1155      | 49°24′33″ s. š., 19°11′13″ v. d. | modrá turistická značka                                                                                  |
| 11. | Magurka         | 1143      | 49°31′38″ s. š., 19°15′39″ v. d. | modrá turistická značka · žlutá turistická značka                                                        |
| 12. | Hrubá Bučina    | 1131      | 49°29′14″ s. š., 19°13′50″ v. d. | modrá turistická značka · žlutá turistická značka                                                        |
| 13. | Súšava          | 1129      | 49°29′55″ s. š., 19°18′40″ v. d. | neznačeno                                                                                                |
| 14. | Vysoká Magura   | 1111      | 49°24′04″ s. š., 19°09′49″ v. d. | neznačeno                                                                                                |
| 15. | Dudová          | 1095      | 49°30′18″ s. š., 19°20′46″ v. d. | neznačeno                                                                                                |
| 16. | Bednárová       | 1093      | 49°24′36″ s. š., 19°08′14″ v. d. | modrá turistická značka                                                                                  |
| 17. | Magurka         | 1087      | 49°29′59″ s. š., 19°20′09″ v. d. | neznačeno                                                                                                |
| 18. | Veľký kopec     | 1086      | 49°25′29″ s. š., 19°12′52″ v. d. | neznačeno                                                                                                |
| 19. | Svitkova        | 1082      | 49°24′13″ s. š., 19°06′26″ v. d. | modrá turistická značka                                                                                  |
| 20. | Wielki Groń     | 1075      | 49°29′31″ s. š., 19°13′39″ v. d. | modrá turistická značka · žlutá turistická značka                                                        |
| 21. | Krawców Wierch  | 1071      | 49°28′43″ s. š., 19°13′30″ v. d. | modrá turistická značka · žlutá turistická značka                                                        |
| 22. | Jaworzyna       | 1051      | 49°25′59″ s. š., 19°11′02″ v. d. | modrá turistická značka                                                                                  |
| 23. | Bukovina        | 1049      | 49°24′10″ s. š., 19°07′20″ v. d. | modrá turistická značka · zelená turistická značka                                                       |
| 24. | Talapkov Beskyd | 1049      | 49°24′10″ s. š., 19°07′20″ v. d. | modrá turistická značka · zelená turistická značka                                                       |
| 25. | Żebrakówka      | 1043      | 49°26′15″ s. š., 19°11′20″ v. d. | modrá turistická značka                                                                                  |
| 26. | Jaworzyna       | 1042      | 49°28′10″ s. š., 19°13′12″ v. d. | modrá turistická značka                                                                                  |
| 27. | Malý kopec      | 1038      | 49°26′29″ s. š., 19°13′56″ v. d. | neznačeno                                                                                                |
| 28. | Solisko         | 1031      | 49°26′53″ s. š., 19°11′55″ v. d. | modrá turistická značka                                                                                  |
| 29. | Kukoškula       | 1023      | 49°24′14″ s. š., 19°09′12″ v. d. | modrá turistická značka                                                                                  |
| 30. | Hoľa            | 1019      | 49°29′54″ s. š., 19°20′56″ v. d. | neznačeno                                                                                                |
| 31. | Magura          | 1018      | 49°30′23″ s. š., 19°22′10″ v. d. | neznačeno                                                                                                |
| 32. | Komárne         | 1015      | 49°28′28″ s. š., 19°14′51″ v. d. | neznačeno                                                                                                |
| 33. | Borsučie        | 1004      | 49°34′10″ s. š., 19°28′01″ v. d. | neznačeno                                                                                                |